# Cyrus Reed Teed

Cyrus Reed Teed

Cyrus Reed Teed (* 18. Oktober 1839 in Trout Creek, New York; † 22. Dezember 1908) war ein US-amerikanischer Arzt und Gründer einer religiösen Gemeinschaft. Er nannte sich selbst Koresh Teed und war der Auffassung, die Menschen wohnten auf der Innenseite einer Hohlkugel (Innenweltkosmos). Teeds Lehren fanden etwa 4.000 Anhänger.

## Leben

### Ausbildung
Cyrus Teed war der zweite Sohn in einer Reihe von acht Kindern. Sein Vater war Jesse Sears Teed (1814–1899), seine Mutter Sarah Ann Tuttle (1815–1885). Im Alter von elf Jahren verließ Cyrus die Schule, um auf dem Treidelpfad entlang des Eriekanals zu arbeiten. Während seine Familie wollte, dass er wie sein Großvater ein Amt in der baptistischen Gemeinde übernähme, entschied sich Cyrus dafür, bei seinem Onkel Samuel F. Teed, einem Mediziner aus Utica, New York, medizinische Studien zu beginnen.
Teed interessierte sich für Heilmethoden, die heute zur Alternativmedizin gezählt werden, Homöopathie, indianische Kräutermedizin sowie Therapieformen, die Magnetfelder oder Stromstöße verwendeten.
Cyrus Teed heiratete 1859 Fidelia M. Rowe, das Paar bekam 1860 einen Sohn, Douglas Arthur Teed. 1862 zog die Familie nach New York City, wo Cyrus zunächst seine Studien fortsetzte. Im selben Jahr meldete er sich freiwillig bei der New York Infantry. Im August 1863 erlitt er einen Sonnenstich, der zu einem längeren Lazarett-Aufenthalt und schließlich zur Entlassung aus der Armee führte. Teed konnte sein Medizinstudium am Eclectic Medical College in New York fortsetzen, machte 1868 seinen Abschluss und begann anschließend, in der Praxis seines Onkels in Utica mitzuarbeiten.

### „Erleuchtung“
Im Herbst 1869 will Teed bei Experimenten in seinem Labor aus Blei Gold gemacht haben (Alchemie) und den Stein der Weisen gefunden haben. Bei einem seiner Experimente erlitt Reed einen Stromschlag. Anschließend soll ihm in einer „Erleuchtung“ (Illumination) Gott in Gestalt einer schönen Frau erschienen sein, die ihm den Auftrag gab, die Symbole der Bibel wissenschaftlich zu interpretieren. Außerdem zeigte sie ihm das Wesen des Universums: die Erde sei eine Hohlkugel und die Menschen lebten auf der konkaven Seite, während der Himmel und die Himmelskörper sich nahe der Mitte der Kugel befänden und es nur durch eine Krümmung des Lichts so erscheine, als sei die Erde eine Kugel, auf deren Oberfläche die Menschen lebten.

### Unruhige Jahre
Die folgenden Jahre waren für Teed unruhig. Die Einkünfte aus seiner Praxis gingen zurück, weil man ihn vor Ort für „verrückt“ hielt. Die Praxis konnte schließlich die Familie nicht mehr ernähren. Teed zog nach Binghamton, New York, und eröffnete dort eine Praxis. Hilfe erhielt er von Dr. A. W. K. Andrews und dessen Frau, die auch zu den ersten Mitgliedern der neuen religiösen Bewegung, den Koreshans zählten. 1873 besuchten Teed und Andrews die Kommune der Harmony Society in Economy, Pennsylvania. Dort sahen sie angewandte Formen von Zölibat und Kommunismus. Zwischen 1874 und 1876 praktizierte Teed als Arzt in Equinunk, Pennsylvania, bevor er zurück zu seinen Eltern nach Moravia, New York, ging. Die von ihm herausgegebene Tageszeitung Herald of the Messenger of the New Covenant of the New Jerusalem musste ihr Erscheinen wieder einstellen. Einige Artikel daraus erschienen 1901 im Flaming Sword. Teed wurde Mitglied der North Family of Shakers, einer Kommune in Lebanon, New York. Auch dieser Aufenthalt hatte Einfluss auf seine spätere, eigene Gemeinschaft. Gleichzeitig praktizierte er als Arzt in einer Reihe benachbarter Ortschaften. Ende 1880 gründete er in Moravia eine Kommune, zu der seine Eltern, drei Geschwister, ein Schwager und fünf weitere Personen zählten. Seine Frau, die an Tuberkulose erkrankt war, ging mit dem gemeinsamen Sohn zu ihrer Schwester nach Binghamton.
Nach zwei Jahren scheiterte die Mop-Herstellung, die den Unterhalt der Kommune sichern sollte. Außerdem geriet die Gemeinschaft in die Kritik, als eine Frau ihren Ehemann verließ, um sich der Gruppe anzuschließen. Teed musste Moravia verlassen und ging nach Syracuse, New York, wo sein Bruder Oliver, der 1868 seinen Abschluss an der Philadelphia National Eclectic Medical Association gemacht hatte, und seine Schwester Emma in Cyrus’ Praxis mitarbeiteten. Die Praxis war zunächst sehr erfolgreich, bis Teed verklagt wurde, weil er Geld erschlichen habe, indem er sich als zweiter Christus ausgab. Teed zahlte die 25 Dollar zurück und die Angelegenheit wurde fallengelassen. Teed hielt 1884 einen öffentlichen Vortrag mit dem Titel The Science of Immortal Life („Die Wissenschaft vom Unsterblichen Leben“). Trotzdem lief die Praxis nicht mehr gut und Teed zog nach New York, wo er mit vier Frauen zusammenlebte, darunter eine seiner Schwestern und eine Cousine. 1886 musste auch diese kleine Gemeinschaft aufgeben.

### Aufstieg

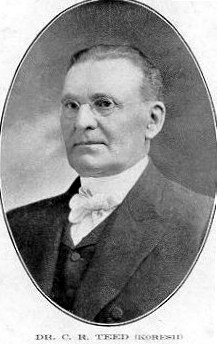
Cyrus Koresh Reed Teed

Teed erhielt eine Einladung zu einer sechstägigen Zusammenkunft der National Association of Mental Science im September 1886 in Chicago. Am letzten Tag der Versammlung hielt Teed einen Vortrag mit dem Titel The Brain („Das Gehirn“) mit anschließender Demonstration in Geistheilung. Dabei soll er eine gelähmte Frau geheilt haben. Seine wenige Tage zuvor in Chicago organisierte Gemeinschaft gründete in rascher Folge das Guiding Star Publishing House, die Assembly of the Covenant (Church Triumphant) und das World College of Life, eine Schule für Metaphysik. Die meisten Mitglieder kamen aus der Mental-Science-Gruppe. Annie G. Ordway übernahm die Leitung der Society Arch Triumphant, die in der Folgezeit vor allem gut ausgebildete Frauen der Mittelschicht anzog.
Ab 1890 expandierte die Gemeinschaft. Zwar musste der in Los Angeles gegründete Ableger bereits 1892 wieder aufgelöst werden, aber 25 Mitglieder übersiedelten nach Chicago. Teed hielt Kontakt mit verschiedenen anderen Gemeinschaften, darunter die Harmony Society in Economy, Pennsylvania, die Brotherhood of the New Life in Fountain Grove, Kalifornien, die North Family of Shakers in Lebanon, New York. Teeds Traum war es, die verschiedenen utopischen Gemeinschaften in einer Confederation of Celibate Societies zu vereinen.
Teed war knapp 1,70 Meter (5′ 6″) groß, wog knapp 75 Kilogramm (165 lbs.) und hatte sich bis 1891 nie rasiert. Ab dann war er immer glatt rasiert und trug eine Brille. Er hatte eine tiefe Stimme und einen durchdringenden Blick. Teed sprach eindringlich und seine Vorträge und Predigten dauerten selten weniger als zwei Stunden. Ab 1891 nannte er sich selbst Koresh, die hebräisierte Form seines Vornamens Cyrus, der selbst die latinisierte Form des altpersischen Namens Kyros ist.
Im Mai 1892 mietete die Gemeinschaft ein Gut in Washington Heights, Illinois, in der Nähe von Chicago. Das Anwesen bestand aus einem Herrenhaus, sieben Bauernhäusern und gut vier Hektar Land (11½ acres). In einer Scheune wurde eine Druckerei eingerichtet. Zu dieser Zeit hatte die Gruppe 110 Mitglieder, davon 83 Frauen. Teed wurde mehrfach verklagt, einige Anklagen bezogen sich auf Teeds Ansichten zu den Rechten der Frau. Alle Anklagen wurden schließlich fallengelassen. Aber Teed nahm gerne die Gelegenheit wahr, als der Gruppe ein Anwesen von rund 130 Hektar (320 acres) Größe in Florida angeboten wurde. 1894 zogen die ersten 25 Mitglieder der Gruppe nach Estero, Florida.

### Blüte der Kommune und Teeds Tod
Die Kolonie in Florida wuchs rasch und wurde bald wichtiger als die Gruppe in Chicago. 1903 wurde die Koreshan Unity als Holdinggesellschaft nach dem Vorbild der Standard Oil Company of New Jersey (heute ExxonMobil) mit einem Stammkapital von 1.000 Dollar gegründet. Während Teed anfänglich Minderheitsgesellschafter war, erwarb er bei einer späteren Aufstockung des Stammkapitals auf 200.000 Dollar die Mehrheit der Anteile. Im November 1903 verließen die letzten Koreshans Chicago und brachten 15 Waggonladungen Güter und Ausrüstung nach Florida. Anfang 1904 lebten 200 Menschen in Estero, sodass eine eigene Gemeinde im Sinne einer Verwaltungseinheit gegründet werden konnte. Die neue Gemeinde Estero umfasste 110 Quadratmeilen, also etwa 285 Quadratkilometer, davon 8 Quadratmeilen Gewässer (20 km²).
Zwischen 1894 und 1908 erwarben die Koreshans rund 23 Quadratkilometer Land (über 5.700 acres). Die Kommune betrieb eine Vielzahl von eigenen Handwerksbetrieben, darunter Werkzeugmacherei, Elektriker, Zementarbeiten, Blecharbeiten, Matratzenherstellung, Hutmacherei, Korbmacherei, Schuhmacherei, Schmiede, Druckerei und Wäscherei. Dazu kamen ein Restaurant, eine Sägemühle und eine Werft. Für 75.000 Dollar wurde eine Möbelfabrik in Bristol, Tennessee gekauft. Mit der Regierung von Honduras wurden Verhandlungen über den Erwerb von rund 800 Quadratkilometer (200.000 acres) Land zur Errichtung einer weiteren Siedlung geführt. Das San Carlos Hotel in St. James City, Florida, wurde als Sitz des World College of Life erworben, brannte aber während der Umbauarbeiten ab. Ferner wurde Land auf der Insel Mound Key in der Estero Bay erworben.
1897 führte Teed gemeinsam mit Ulysses Grant Morrow (1864–1950) am Strand von Naples, Florida, ein großangelegtes Experiment zum Nachweis der Konkavität der Welt durch. Die Ergebnisse, die Teeds Theorie der hohlen Erde zu bestätigen schienen, wurden in Teeds Buch The Cellular Cosmology veröffentlicht.
1906 wurde die Zeitung American Eagle gegründet. Die Gemeinschaft geriet in politische Schwierigkeiten, als die Koreshans einen höheren Anteil an der Straßensteuer verlangten und eine eigene Kandidatenliste bei den Wahlen 1906 aufstellten. Weil sie 1904 geschlossen für Theodore Roosevelt gestimmt hatten, wurde ihnen die Teilnahme an den Vorwahlen der Demokratischen Partei verweigert. Was als spaßige Angelegenheit mit eigener Band und Attacken gegen die anderen Kandidaten in der eigenen Zeitung begann, änderte seinen Charakter am 13. Oktober 1906, als eine Gruppe der Koreshans in Fort Myers in eine Schlägerei verwickelt wurde. Teed versuchte die Streitenden auseinanderzubringen, wurde aber vom Town Marshal angegriffen und verletzt. Teed und zwei seiner Anhänger wurden verhaftet und gegen eine Kaution von 10 Dollar auf freien Fuß gesetzt. Obwohl die drei nicht zum Prozess erschienen, wurde die Sache niedergeschlagen.
Nach dieser Schlägerei verschlechterte sich Teeds Gesundheitszustand allmählich und er starb am 22. Dezember 1908, dem Tag der Wintersonnenwende. Viele seiner Anhänger rechneten mit seiner Auferstehung am Weihnachtstag. Teed wurde am 27. Dezember 1908 am südlichen Ende des Estero Island beigesetzt.

## Nachwirken
Nach Teeds Tod zerfiel die Gemeinschaft. Die letzten überlebenden Anhänger übertrugen 1961 den Grundbesitz der Kommune dem US-Bundesstaat Florida, der dort zwei seiner State Parks betreibt, die Koreshan State Historic Site und den Mound Key Archeological State Park.
Teeds Theorien wurden wissenschaftlich nie anerkannt.
Der Filmemacher Michael Busch verarbeitete in seinem Experimentalfilm Das elektrische Paradies (2010) Motive der Biographie Cyrus Teeds. Der Sänger GUZ von der Schweizer Rockband Die Aeronauten besang 2000 Cyrus Teed und seine Theorie in dem Song Koresh Teed vom Album We Do Wie Du.